# Harry Blech
Harry Blech CBE (* 2. März 1910 in London; † 9. Mai 1999 ebenda) war ein britischer Violinist und Dirigent.

## Leben und Wirken
Blech studierte Violine am Trinity College of Music bei Sarah Fennings, dann am Manchester College of Music bei Arthur Catterall und schließlich in Prag bei Otakar Ševčík. 1929 und 1930 war er Mitglied des Hallé-Orchesters. 1930 wurde er Mitglied des BBC Symphony Orchestra unter Adrian Boult.
Seit Mitte der 1930er Jahre spielte er auch in unterschiedlichen Streichquartettformationen, so mit Edward Silverman, Douglas Thompson und William Pleeth, später mit Max Salpeter, Keith Cummings und Douglas Cameron.
Zur gleichen Zeit begann er seine Laufbahn als Dirigent. 1942 gründete er die „London Wind Players“. Auf Anregung der Pianistin Dorothea Braus gründete er 1949 die  London Mozart Players. Das Orchester erwarb sich internationale Anerkennung mit der Interpretation der Werke Mozarts, Haydns und Beethovens, aber auch zeitgenössischer Komponisten. Als Blech sich 1984 zur Ruhe setzte, war er mit den Mozart Players in etwa zweihundert Städten mit etwa zweihundert Solisten aufgetreten. 1962 und 1984 wurde er mit dem Order of the British Empire  (OBE, 1962; CBE 1984) ausgezeichnet.
Blech war verheiratet mit der Sängerin Enid Marion, geb. Lessing (* 1913, † 1977).